# Magomed Ankalaev
Magomed Alibulatovich Ankalaev (Makhachkala, 2 de junho de 1992) é um lutador profissional russo de artes marciais mistas que compete pelo UFC. Atualmente é campeão da organização na categoria meio-pesado.

## Carreira no MMA

### Ultimate Fighting Championship
Ankalaev fez sua estreia no UFC contra Paul Craig em março de 2018, no UFC Fight Night: Werdum vs. Volkov. Ele perdeu por finalização no último segundo do terceiro round.
Ankalaev enfrentou Marcin Prachnio em 15 de setembro de 2018, no UFC Fight Night: Hunt vs. Oliynyk. Ankalaev venceu a luta por nocaute.
Ankalaev enfrentou Klidson Abreu em 23 de fevereiro de 2019, no UFC Fight Night: Blachowicz vs. Santos. O russo venceu a luta por decisão unânime.
Ankalaev enfrentou Dalcha Lungiambula em 9 de novembro de 2019, no UFC Fight Night: Zabit vs. Kattar. Ele venceu por nocaute no terceiro round.
Ankalaev enfrentou Ion Cuțelaba em 29 de fevereiro de 2020, no UFC Fight Night: Benavidez vs. Figueiredo. Ele venceu por nocaute técnico no primeiro round. A vitória de Ankalaev foi muito controversa, pois o árbitro Kevin MacDonald interrompeu a luta acreditando que Cutelaba estava semi nocauteado, sendo que após a interrupção, Cutelaba em aparente bom estado reclamou muito com o árbitro.

## Cartel no MMA
| Cartel no MMA   |             |           |
| 23 lutas        | 20 vitórias | 1 derrota |
| Por nocaute     | 10          | 0         |
| Por finalização | 0           | 1         |
| Por decisão     | 10          | 0         |
| Empates         | 1           | 1         |
| No contest      | 1           | 1         |

| Res.    | Cartel     | Oponente               | Método                                    | Evento                                    | Data       | Round | Tempo | Local             | Notas                                      |
| ------- | ---------- | ---------------------- | ----------------------------------------- | ----------------------------------------- | ---------- | ----- | ----- | ----------------- | ------------------------------------------ |
| Vitória | 21–1–1 (1) | Alex Poatan            | Decisão (unânime)                         | UFC 313: Pereira vs. Ankalaev             | 08/03/2025 | 5     | 5:00  | Las Vegas, Nevada | Ganhou o Cinturão Meio-Pesado do UFC       |
| Vitória | 20–1–1 (1) | Aleksandar Rakić       | Decisão (unânime)                         | UFC 308: Topuria vs. Holloway             | 26/10/2024 | 3     | 5:00  | Abu Dhabi         |                                            |
| Vitória | 19–1–1 (1) | Johnny Walker          | Nocaute (socos)                           | UFC Fight Night: Ankalaev vs. Walker 2    | 13/01/2024 | 2     | 2:42  | Las Vegas, Nevada |                                            |
| NC      | 18–1–1 (1) | Johnny Walker          | Sem resultado (joelhada ilegal)           | UFC 294: Makhachev vs. Volkanovski 2      | 21/10/2023 | 1     | 3:13  | Abu Dhabi         | Ankalaev aplicou uma joelhada ilegal       |
| Empate  | 18–1–1     | Jan Błachowicz         | Empate (dividido)                         | UFC 282: Błachowicz vs. Ankalaev          | 10/12/2022 | 5     | 5:00  | Las Vegas, Nevada | Pelo Cinturão Meio Pesado Vago do UFC      |
| Vitória | 18–1       | Anthony Smith          | Nocaute Técnico (socos)                   | UFC 277: Peña vs. Nunes 2                 | 30/07/2022 | 2     | 3:09  | Dallas, Texas     |                                            |
| Vitória | 17–1       | Thiago Santos          | Decisão (unânime)                         | UFC Fight Night: Santos vs. Ankalaev      | 12/03/2022 | 5     | 5:00  | Las Vegas, Nevada |                                            |
| Vitória | 16–1       | Volkan Oezdemir        | Decisão (unânime)                         | UFC 267: Blachowicz vs. Teixeira          | 30/10/2021 | 3     | 5:00  | Abu Dhabi         |                                            |
| Vitória | 15–1       | Nikita Krylov          | Decisão (unânime)                         | UFC Fight Night: Rozenstruik vs. Gane     | 27/02/2021 | 3     | 5:00  | Las Vegas, Nevada |                                            |
| Vitória | 14–1       | Ion Cuțelaba           | Nocaute (socos)                           | UFC 254: Khabib vs. Gaethje               | 24/10/2020 | 1     | 4:19  | Abu Dhabi         | Performance da Noite                       |
| Vitória | 13–1       | Ion Cuțelaba           | Nocaute Técnico (chute na cabeça e socos) | UFC Fight Night: Benavidez vs. Figueiredo | 29/02/2020 | 1     | 0:38  | Norfolk, Virginia |                                            |
| Vitória | 12–1       | Dalcha Lungiambula     | Nocaute (chute frontal e soco)            | UFC Fight Night: Zabit vs. Kattar         | 09/11/2019 | 3     | 0:29  | Moscou            | Performance da Noite                       |
| Vitória | 11–1       | Klidson Abreu          | Decisão (unânime)                         | UFC Fight Night: Blachowicz vs. Santos    | 23/02/2019 | 3     | 5:00  | Praga             |                                            |
| Vitória | 10–1       | Marcin Prachnio        | Nocaute Técnico (chute na cabeça e socos) | UFC Fight Night: Hunt vs. Oliynyk         | 15/09/2018 | 1     | 3:09  | Moscou            | Performance da Noite                       |
| Derrota | 9–1        | Paul Craig             | Finalização (triângulo)                   | UFC Fight Night: Werdum vs. Volkov        | 17/03/2018 | 3     | 4:59  | Londres           | Estreia no UFC                             |
| Vitória | 9–0        | Celso Ricardo da Silva | Nocaute Técnico (cotoveladas)             | WFCA 43                                   | 04/10/2017 | 1     | 1:11  | Grozny            |                                            |
| Vitória | 8–0        | Wagner Prado           | Nocaute (socos)                           | WFCA 38                                   | 21/06/2017 | 1     | 3:33  | Grozny            | Defendeu o Cinturão Meio Pesado do WFCA    |
| Vitória | 7-0        | Maxim Grishin          | Nocaute Técnico (socos)                   | WFCA 30                                   | 04/10/2016 | 4     | 1:13  | Grozny            | Ganhou o Cinturão Meio Pesado Vago do WFCA |
| Vitória | 6–0        | Artur Astakhov         | Decisão (unânime)                         | WFCA 23                                   | 11/06/2016 | 3     | 5:00  | Grozny            |                                            |
| Vitória | 5–0        | Lloyd Marshbanks       | Nocaute Técnico (socos)                   | WFCA 18                                   | 09/04/2016 | 1     | 0:15  | Grozny            |                                            |
| Vitória | 4–0        | Nadir Bulkhadarov      | Nocaute (socos)                           | Supercup of Russia 2015                   | 05/12/2015 | 1     | 4:45  | Chelyabinsk       |                                            |
| Vitória | 3–0        | Döwletjan Ýagşymyradow | Decisão (unânime)                         | Oplot Challenge 103                       | 18/10/2014 | 3     | 5:00  | Moscou            |                                            |
| Vitória | 2–0        | Strahinja Denić        | Decisão (unânime)                         | Tesla Fighting Championship 4             | 14/06/2014 | 3     | 5:00  | Pančevo           |                                            |
| Vitória | 1–0        | Vasily Babich          | Decisão (majoritária)                     | Oplot Challenge 96                        | 18/01/2014 | 3     | 5:00  | Kharkov           | Estreia nos Meio Pesados                   |